# Where Have You Been
Where Have You Been je píseň barbadoské zpěvačky Rihanny, kterou natočila pro své šesté album Talk That Talk, a kterou vydala jako šestý singl. Píseň napsali společně Ester Dean, Lukasz Gottwald, Calvin Harris, Henry Walter a Geoff Mack. Píseň byla natočena ve studiích Eightysevenfourteen v Los Angeles a Eyeknowasecret studiu v Brentwoodu.
Píseň byla kritiky přijata kladně. Často ji přirovnávali k pilotnímu singlu desky Talk That Talk We Found Love. Píseň se umístila ve Spojených státech v žebříčku Billboard Hot 100 na pátém místě a stala se tam Rihanninou dvaadvacátou písní, která v Americe dobyla nejlepší desítku.
Píseň Where Have You Been byla nominována na cenu Grammy v kategorii nejlepší sólový popový výkon, cenu ale nakonec vyhrála Adele s písní Set Fire to the Rain.

## Hitparáda
| Země               | Umístění |
| ------------------ | -------- |
| Austrálie          | 6        |
| Česko              | 5        |
| Dánsko             | 4        |
| Finsko             | 13       |
| Francie            | 2        |
| Irsko              | 8        |
| Kanada             | 26       |
| Německo            | 17       |
| Norsko             | 8        |
| Nový Zéland        | 4        |
| Slovensko          | 16       |
| Skotsko            | 4        |
| Spojené království | 6        |
| Švédsko            | 27       |
| Švýcarsko          | 15       |
| US Hot 100         | 5        |